# پل نیلسن (بازیکن فوتبال، زاده ۱۸۹۵)
پل نیلسن (دانمارکی: Poul Nielsen; ۱۷ ژوئن ۱۸۹۵ – ۱۲ فوریهٔ ۱۹۷۰) بازیکن فوتبال اهل دانمارک بود.
وی همچنین در تیم ملی فوتبال دانمارک بازی کرده‌است.